# 堂吉訶德酒莊
堂吉訶德酒莊（英語：Quixote Winery）是位於美國加利福尼亞州納帕谷鹿躍區的一家酒莊，於1996年創立。
吉訶德酒莊生產小西拉和赤霞珠葡萄酒，葡萄產自27英畝可持續種植的鹿躍區葡萄園。該酒評價很高，並獲得了眾多獎項。《美食與美酒》雜誌將該酒莊評為1999—2004年間全球二十家最佳新酒莊之一。

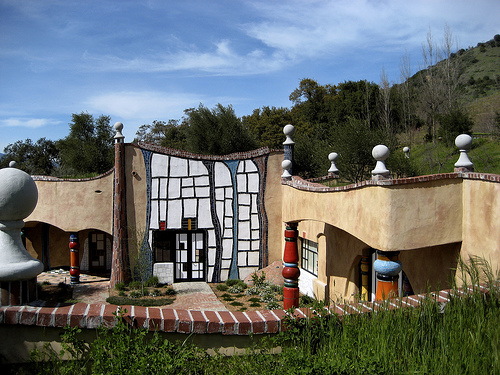

酒莊建築是奧地利建築師佛登斯列·漢德瓦薩在美國的唯一作品。建築的設計風格異想天開，充滿異國情調，包括瓷磚、不規則的圓形和彩繪柱子，以及故意設計的凹凸不平的地板，以給行人腳下帶來觸感。
2014年，中国的金塔酒业以2,900万美元收购該酒莊。